# Левус, Андрей Марьянович
Андрей Марьянович Левус (укр. Андрій Мар'янович Левус; род. 9 августа 1982, Стрый, Львовская область, УССР, СССР) — украинский общественный и политический деятель. Народный депутат Украины VIII созыва от партии «Народный фронт», заместитель председателя Всеукраинского общественного объединения «Самооборона Майдана». Заместитель главы СБУ с 26 февраля по 24 ноября 2014 года.

## Образование
Закончил Стрыйскую среднюю школу № 3. В 2002 году окончил исторический факультет Львовского национального университета имени Ивана Франко.

## Политическая карьера
Будучи школьником, в 1994 году вступил в «Союз независимой украинской молодёжи».
Во второй половине 2000-х возглавлял «Украинскую информационную службу», в 2010 году совместно с бывшим главой СБУ Валентином Наливайченко стал соучредителем Общественной инициативы «Обновление страны».
Был одним из координаторов объединения «Вольные люди», входил в состав организационного комитета «Сопротивление» и инициативы «Обновление страны». На парламентских выборах 2012 года возглавлял штаб Валентина Наливайченко в Зборовском округе Тернопольской области.
Являлся активным участником Евромайдана, руководил комендатурой «Самообороны Майдана» и был заместителем коменданта Майдана по пропагандистской работе.
26 февраля 2014 года указом исполняющего обязанности президента Украины Александра Турчинова был назначен заместителем главы СБУ. На этом посту занимался кадровыми назначениями, содействием добровольческим батальонам, участвовавшим в АТО, и освобождением пленных. 24 ноября 2014 года указом президента Украины Петра Порошенко был освобождён от должности в связи с избранием в Верховную раду.

### Народный депутат Украины
На парламентских выборах 2014 года прошёл в Верховную раду по списку партии «Народный фронт», по квоте «Самообороны Майдана». Является председателем подкомитета комитета Верховной рады Украины по вопросам национальной безопасности и обороны, постоянной делегации в Парламентской ассамблее НАТО и группы по межпарламентским связям с Израилем и Латвией.
В марте 2015 года выступил с инициативой запрета резидентам государства-агрессора (которым Верховная рада Украины признала Россию) владеть предприятиями естественных монополий страны.
1 ноября 2018 года были введены российские санкции против 322 граждан Украины, включая Андрея Левуса.
Участвовала в досрочных парламентских выборах 2019 года от партии «Европейская солидарность» (29 место в партийном списке).

## Награды
- Наградное оружие — пистолет «Форт-17-05» (27 марта 2014)[16].

## Личная жизнь
Женат, воспитывает двух сыновей.

## Скандалы
4 декабря 2014 года после нападения боевиков террористической организации «Имарат Кавказ» на Грозный в Чеченской Республике, Андрей Левус комментируя этот инцидент в своём аккаунте на «Facebook» спародировал заявления России относительно ситуации в Донбассе. В частности, он призвал услышать Кавказ и начать диалог с чеченскими активистами, охарактеризовав нападавших как чеченских ополченцев, борящихся за соблюдение своих конституционных прав. В частности за реальную федерализацию России, вплоть до реализации гарантированного Конституцией права на самоопределение путём референдума.
В ответ глава Чечни Рамзан Кадыров через свой Instagram поручил местным правоохранительным органам возбудить уголовные дела в отношении нардепов Андрея Левуса, Юрия Березы и Игоря Мосийчука, и доставить их в данный регион, ибо они высказались за оказание содействия подобным бандитским вылазкам. А Следственный комитет РФ возбудил уголовное дело по ст. 205.2 УК РФ (публичные призывы к осуществлению террористической деятельности или публичное оправдание терроризма).
В январе 2016 года Генеральная прокуратура Украины по требованию организации «Украинский выбор» начало досудебное расследование против Андрея Левуса по статье часть 2 ст. 383 Уголовного кодекса (заведомо неправдивое сообщение о совершении преступления) из-за его обвинения в адрес её лидера Виктора Медведчука в причастности к сепаратизму. 26 января дело было закрыто из-за отсутствия состава преступления.